# Польские вооружённые силы на западе
Польские вооружённые силы на западе (пол. Polskie Siły Zbrojne na Zachodzie), официально просто Польские вооружённые силы (пол. Polskie Siły Zbrojne) — польские вооружённые силы, сформированные во время Второй мировой войны для совместной с западными союзниками борьбы против нацистской Германии и её союзников.
Войска, лояльные польскому правительству в изгнании на Западе, были впервые сформированы во Франции и на её ближневосточных территориях после поражения и оккупации Польши Германией и возвращения русских земель Советским Союзом, в сентябре 1939 года. После падения Франции в июне 1940 года польские войска были вновь образованы в Соединённом Королевстве. Польские вооружённые силы на западе состояли из сухопутных войск, военно-воздушных сил и военно-морского флота. Поляки принимали активное участие в операциях союзников, в том числе, в битве при Монте-Кассино во время итальянской кампании; в сражении за Болонью и в освобождении Анконы (Италия), в операции в Нидерландах и на высоте 262 (Франция, 1944). В 1947 году, после окончания войны, Польские вооружённые силы на западе были распущены и многие бывшие военнослужащие были вынуждены остаться в изгнании.
Из-за политических разногласий с СССР польские войска не принимали участия в параде Победы союзников.

## Польские части во Франции и Норвегии (1939—1940)
Польские воинские части во Франции начали формироваться после подписания 21 сентября 1939 года франко-польского протокола.
Главнокомандующим польскими силами во Франции стал генерал Владислав Сикорский. В конце 1939 года были сформированы польские 1-я и 2-я пехотные дивизии.
В феврале 1940 года была сформирована отдельная горная стрелковая бригада (командир — генерал Зигмунт Богуш-Шишко), которая была включена в состав англо-французских экспедиционных сил, намеченных к отправке в Финляндию для войны против СССР. Однако 12 марта 1940 года между Финляндией и СССР был заключён мир, и в начале мая 1940 года бригада была отправлена в составе экспедиционного англо-французского корпуса в Норвегию для войны против немцев.
В Норвегии польская бригада успешно штурмовала занятые немцами посёлки Анкенес и Ниборг, немцы были оттеснены к шведской границе. После начала немецкого наступления во Франции к июню 1940 года силы союзников покинули Норвегию.
Находившаяся во Франции польская 1-я пехотная дивизия (3 мая 1940 переименованная в 1-ю гренадерскую дивизию) под командованием генерала Бронислава Духа была отправлена на фронт в Лотарингию. 16 июня польская дивизия была почти окружена немцами и получила приказ французского командования отступить. 19 июня генерал Сикорский приказал дивизии отступать на юг Франции или, если удастся, в Швейцарию. Однако этот приказ было трудно выполнить, и потому достичь юга Франции удалось только 2 тысячам поляков, в Швейцарию ушли около тысячи. Точные потери дивизии неизвестны, но было убито не менее тысячи поляков, ещё не менее 3 тысяч ранено.
В Лотарингии также сражалась польская 2-я пехотная дивизия (переименованная во 2-ю стрелковую дивизию) под командованием генерала Пругар-Кетлинга. 15 и 16 июня эта дивизия прикрывала отход французского 45-го корпуса к швейцарской границе. Поляки перешли в Швейцарию 20 июня и были интернированы там до конца Второй мировой войны.
Помимо пехоты, в польских вооружённых силах во Франции была 10-я бронекавалерийская бригада под командованием генерала Станислава Мачека. Она находилась в Шампани и с 13 июня прикрывала отход двух французских дивизий. Затем по приказу бригада отступила, но 17 июня была окружена. Сумев прорваться через немецкие линии, бригада была эвакуирована в Британию.
Кроме того, в боевых действиях во Франции участвовали несколько польских противотанковых рот, приданных французским пехотным дивизиям.
Польские 3-я и 4-я пехотные дивизии в июне 1940 были в стадии формирования и не принимали участие в боях. Всего в конце июня 1940 польские вооружённые силы во Франции насчитывали около 85 тысяч.
Когда поражение Франции стало очевидным, главнокомандующий польскими силами решил эвакуировать их в Британию. 18 июня 1940 генерал Сикорский вылетел в Англию. На встрече в Лондоне он заверил британского премьер-министра Уинстона Черчилля, что польские войска не собираются сдаваться немцам и хотят воевать до полной победы. Черчилль распорядился об организации эвакуации польских войск в Шотландию.
В итоге эвакуироваться в Британию удалось 17 тысячам польских солдат и офицеров.

## Польские части в Сирии, Египте и Ливии
В апреле 1940 в Сирии была сформирована польская Карпатская стрелковая бригада под командованием полковника Станислава Копаньского (из бежавших через Румынию польских солдат и офицеров, которая в дальнейшем пополнялась за счет бывших военнослужащих вермахта польской национальности — дезертиров и военнопленных).
После сдачи французских войск в Сирии немцам, французское командование приказало сдаться в немецкий плен и полякам, однако полковник Копаньский не подчинился этому приказу и увёл польскую бригаду в британскую Палестину.
В октябре 1940 бригада была передислоцирована в Египет.
В октябре 1941 польская Карпатская бригада была высажена в осаждённом немцами ливийском городке Тобрук, чтобы помочь оборонявшейся там 9-й австралийской пехотной дивизии. В декабре 1941 союзные войска ударили по немецким и итальянским войскам, 10 декабря осада Тобрука была прекращена. 14-17 декабря 1941 польская бригада участвовала в сражении в районе Газалы (в Ливии). Из 5 тысяч бойцов поляки потеряли убитыми и ранеными более 600.

## Польские части в Британии
В августе 1940 британский премьер-министр Черчилль подписал польско-британское военное соглашение, позволявшее польским войскам дислоцироваться в Британии. Польские вооружённые силы в Британии получили такой же статус, как и войска стран Британского содружества, и получили право на формирование новых польских частей.
К концу августа 1940 польские сухопутные силы в Британии состояли из 5 стрелковых бригад (3 из них были укомплектованы практически только командным составом, из-за недостатка рядовых).
28 сентября 1940 польский главнокомандующий генерал Сикорский отдал приказ о формировании 1-го польского корпуса.
В октябре 1941 4-я стрелковая бригада была переформирована в 1-ю отдельную парашютную бригаду (под командованием полковника Сосновского). В феврале 1942 началось формирование польской 1-й бронетанковой дивизии (под командованием генерала Мачека).
После гибели генерала Сикорского в 1943 году, главнокомандующим польскими войсками стал генерал Сосновский.

## Польские части на Ближнем Востоке и в Италии
Выведенные из СССР в 1942 году польские части армии Андерса были размещены в северном Ираке, а в июле 1943 года — переброшены в Палестину. 22 июля 1943 года они были преобразованы во 2-й польский корпус в составе британской армии.
7 декабря 1943 британское командование приняло решение отправить 2-й польский корпус в Италию.
24 марта 1944 года 2-й польский корпус получил приказ британского командования прорвать немецкие позиции в районе Монте-Кассино, взять штурмом монастырь и занять городок Пьедимонте и тем самым расчистить дорогу на Рим.
В апреле 1944 2-й польский корпус имел численность 46 тыс. военнослужащих и состоял из 3-й Карпатской стрелковой дивизии (командир — генерал Дух), 5-й Кресовой пехотной дивизии (генерал Сулик), 2-й бронетанковой бригады (генерал Раковский) и 2-й артиллерийской группы.
11 мая 1944 года началось четвёртое сражение за Монте-Кассино. После ожесточённых боёв с оборонявшимися немецкими 1-й парашютной и 5-й горной дивизиями, утром 18 мая поляки взяли монастырь и подняли над ним полковое знамя 12-го Подольского уланского полка и флаг Польши (позже по приказу генерала Андерса был водружён и британский флаг).
Утром 19 мая был очищен от немецких войск весь массив Монте-Кассино. Победа поляков обеспечила 13-му британскому корпусу проход в долину Лири.
25 мая канадские, британские и польские части прорвали немецкую «Линию Гитлера».
Всего за время сражения в районе Монте-Кассино 2-й польский корпус потерял тысячу человек убитыми и 3 тысячи ранеными.
После короткого отдыха генерал Андерс получил приказ двинуть польский корпус по Адриатическому побережью, чтобы захватить портовый город Анкону.
Тяжёлые бои на этом направлении начались 21 июня. 17 июля поляки начали штурм Анконы. 18 июля 2-я бронетанковая бригада отрезала Анкону на северо-западе, затем Карпатский уланский полк вошёл в город. Порт, как требовалось командованием, был взят неповреждённым. В сражении за Анкону поляки потеряли более 600 убитыми и почти 2 тысячи ранеными. Взятие порта позволило британской 8-й армии продолжить наступление на Болонью.
Затем польский корпус получил приказ прорвать немецкую «Готскую линию», что было выполнено в августе 1944.
К концу 1944 2-й польский корпус был усилен двумя пехотными бригадами, 2-я бронетанковая бригада была переформирована во 2-ю Варшавскую бронетанковую дивизию.
В январе 1945 американский командующий 15-й группой армий, генерал Кларк, приказал союзным частям готовиться к последнему наступлению в Италии. Поскольку генерал Андерс был назначен на пост верховного командующего польскими вооружёнными силами, командующим 2-го польского корпуса стал генерал Бохуш-Шышко.
Наступление началось 9 апреля 1945. 21 апреля поляки взяли штурмом Болонью, потеряв более 200 убитыми и более 1200 ранеными.

## Польские части в Нормандии, Бельгии и Голландии
1-я бронетанковая дивизия (командующий — генерал Станислав Мачек) — была высажена в июле 1944 года в Нормандии и включена в состав 2-го канадского корпуса. В августе 1944 года принимала участия в боевых действиях канадского корпуса в района города Фалез с целью соединения с американскими частями, наступавшими от Аржантана. В ходе Фалезского сражения польская 1-я бронетанковая дивизия участвовала в окружении немецкой группировки, её военнослужащие взяли в плен более 5 тысяч немцев. Потери поляков составили более 400 убитыми и 1 тысяча ранеными. В конце августа 1944 польская дивизия с тяжёлыми боями наступала на восток, 6 сентября перешла франко-бельгийскую границу и взяла город Ипр, а позднее — города Тилт, Гент, Локерен, Сент-Николас. 16 сентября дивизия пересекла бельгийско-голландскую границу и получила приказ взять Антверпен. Задача была выполнена, но затем польская дивизия три недели вела бои против перешедших в контрнаступление немцев. В октябре 1944 дивизия продвинулись в Нидерланды и взяли город Бреда (городской совет Бреды объявил всех бойцов польской дивизии почётными гражданами города, и после окончания Второй мировой войны многие ветераны польской 1-й бронетанковой дивизии поселились там). 8 ноября 1944 поляки достигли берега реки Маас. Там продвижение прекратилось — до 14 апреля 1945, когда польская дивизия после пятидневных боёв прорвала оборону немцев и вошла на территорию Германии. 6 мая 1945 поляки захватили немецкую военно-морскую базу в Вильгельмсхафене.
Летом 1944 года 1-я бронетанковая дивизия насчитывала 836 офицеров и 13 402 унтер-офицеров и рядовых. На вооружении стояли: 381 танк и бронемашина, 473 орудия и миномёта и 4 тыс. автомашин.
- управление дивизии (Kwatera Główna 1. Dywizji Pancernej)
- 10-я бронекавалерийская бригада (10. Brygada Kawalerii Pancernej) (танки Sherman и Stuart) 
  - 1-й бронетанковый полк (1. Pułk Pancerny)
  - 2-й бронетанковый полк (2. Pułk Pancerny)
  - 24-й уланский полк (24. Pułk Ułanów)
  - 10-й драгунский полк (10. Pułk Dragonów) (полугусеничные автомобили)
- 3-я стрелковая бригада (3. Brygada Strzelców) 
  - 1-й батальон подхаланских стрелков (1. batalion strzelców podhalańskich)
  - 8-й стрелковый батальон (8. batalion strzelców)
  - 9-й стрелковый батальон (9. batalion strzelców)
  - отдельный эскадрон станковых пулемётов (samodzielny szwadron ciężkich karabinów maszynowych)
- 10-й коннострелковый полк (10. Pułk Strzelców Konnych) (танки Cromwell) (разведывательный)
- 1-й моторизованный артиллерийский полк (1. Pułk Artylerii Motorowy) (самоходные гаубицы Sexton)
- 2-й моторизованный артиллерийский полк (2. Pułk Artylerii Motorowy) (буксируемые 87-мм гаубицы)
- 1-й противотанковый артиллерийский полк (1. Pułk Artylerii Przeciwpancerny)
- 1-й зенитный артиллерийский полк (1. Pułk Artylerii Przeciwlotniczy)
- батальон связи (Oddziały Łączności) — рота управления и три роты связи
- сапёрный батальон (Oddziały Saperów) — три роты сапёров и 1 мостовой взвод
- батальон материального обеспечения (Oddziały Zaopatrywania) — три роты материальоного обеспечения
- батальон технического обслуживания (Oddziały Techniczne) — две ремонтные роты
- санитарный батальон (Oddziały Sanitarne) — две санитарные роты и полевой перевязочный пункт
- автотранспортный эскадрон (szwadron regulacji ruchu)[3].

1-я отдельная парашютная бригада — на второй день после начала операции «Маркет Гарден», 18 сентября 1944 часть польской 1-й парашютной бригады (более 1 тысячи парашютистов) десантирована на северный берег Рейна, чтобы помочь осаждённой в Арнеме британской 1-й воздушно-десантной дивизии. Остальная часть бригады десантирована 23 сентября, в 30 км от первого десанта. Лишь небольшой части поляков удалось соединиться с британцами. В целом, эта операция союзников была неудачной. Поляки потеряли там более 200 погибшими и пропавшими без вести и более 200 ранеными.

## Польский флот за рубежом
Польские военно-морские силы продолжили воевать на Западе после сентября 1939, поскольку ещё до начала Второй мировой войны три польских эсминца — «Блискавица», «Гром» и «Бужа» — были направлены в Британию. После начала войны две из пяти польских подлодок — «Вильк» и «Ожел» — прорвались из Балтики в Британию.
В ноябре 1939 года было подписано военно-морское соглашение о сотрудничестве между польскими военно-морскими силами и британским флотом. Вскоре после этого военно-морские силы Польши арендовали у Британии несколько кораблей — 2 крейсера («Драгон» и «Конрад»), 6 эсминцев «Гарланд», «Пиорун», «Краковяк», «Куявяк», «Шлензак», «Оркан») и 3 подлодки («Сокол», «Ястшемб», «Дзик»).
В апреле 1940 года подлодка «Ожел» потопила немецкий транспорт «Рио-де-Жанейро», участвовавший в высадке немецких войск в Норвегии.
В 1941 году эсминец «Пиорун» совместно с флотилией британских эсминцев участвовал в преследовании немецкого линкора «Бисмарк».
В августе 1942 года эсминец «Шлензак» поддерживал артиллерийским огнём высадку британского десанта в Дьепе.
Подлодки «Сокол» и «Дзик» действовали в Средиземном море и получили прозвище «Страшные близнецы».
Польские военные корабли принимали участие в обеспечении десантных операций союзников в 1940 году в Нарвике, в 1942 году в Северной Африке, в 1943 году на Сицилию и в Италии. Они также входили в состав охранения арктических конвоев союзников, которые доставляли в СССР вооружение, продовольствие и иные военные материалы по программе «ленд-лиза».
Всего польские военные моряки потопили несколько военных кораблей противника (немецких и итальянских), в том числе 2 немецкие подводные лодки, около 40 транспортных судов и сбили около 20 самолётов.
Из примерно 4 тысяч польских военных моряков погибло около 400. Большинство оставшихся в живых по окончании Второй мировой войны остались на Западе.

## Польская авиация на Западе
После сентябрьской кампании 1939 года, многие польские военные лётчики постарались перебраться во Францию. В ходе обороны Франции польские пилоты сбили около 50 немецких самолётов, 13 поляков-лётчиков погибли.
Затем польские лётчики переправились в Британию, здесь были сформированы 2 польские эскадрильи в составе британских ВВС (302-я и 303-я, но поляки служили и в других британских эскадрильях). В битве за Британию (июль-октябрь 1940) участвовали 145 польских пилотов истребителей, которые сбили 201 самолёт противника.
Польская 303-я эскадрилья стала одной из самых результативных среди британских ВВС, сбив 125 немецких самолётов.
Летом 1940 были сформированы 2 польские бомбардировочные эскадрильи, позднее общее число польских эскадрилий в Британии достигло 15: из них 10 истребительных, 4 бомбардировочных и 1 эскадрилья наведения артиллерии.
В 1943 году группа польских лётчиков («Цирк Скальского») воевала в Северной Африке.
Польские лётчики бомбили Германию (15 тыс. тонн бомб), в том числе Берлин, Рур и Гамбург, и сбрасывали вооружение и боеприпасы для партизан в Польше (426 вылетов) и других стран (909 вылетов).
Всего за время войны польские лётчики совершили из Британии 73,5 тысячи боевых вылетов. Они сбили 760 немецких самолётов и 190 ракет Фау-1, потопили 2 подводные лодки.
Самыми результативными из польских пилотов были Станислав Скальский, Витольд Урбанович, Евгениуш Хорбачевский и Болеслав Гладыш, сбившие по 15 и более вражеских самолётов каждый.
Потери польских ВВС составили до 2 тысяч погибшими. После окончания Второй мировой войны большая часть польского лётно-технического персонала (всего в мае 1945 было более 14 тысяч) осталась жить на Западе.

### Комментарии
1. ↑  Польские войска были также образованы на территории СССР; это были «Польские вооружённые силы на востоке»

### Сноски
1. ↑  Kwan Yuk Pan, Polish veterans to take pride of place in victory parade Архивная копия от 18 марта 2007 на Wayback Machine, Financial Times, July 5, 2005. Last accessed on 31 March 2006.
2. ↑  «Już podczas kampanii wrześniowej w 1939 r. oraz francuskiej w 1940 r. zdarzały się dezercje Polaków z armii niemieckiej (obywateli III Rzeszy) i przechodzenie ich do polskich oddziałów, jednakże były to przypadki pojedyncze. Pierwsze meldunki o masowym zgłaszaniu się polskich ochotników z Wehrmachtu napłynęły do polskiego dowództwa pod koniec 1941 r. z Afryki Północnej.»
W Polskich Siłach Zbrojnych Архивная копия от 22 июня 2020 на Wayback Machine
3. 1 2  JULIUSZ S. TYM. Polska 1. Dywizja Pancerna 1942–1947 :  [польск.] : [арх. 21 апреля 2024] // Przystanek historia. — 2020. — 28 kwietnia.
4. ↑  Tadeusz Dubicki. Польские вооружённые силы во время Второй мировой войны : [арх. 1 мая 2024] // Электронный научный архив УрФУ. — 2013. — P. 98—109.